# 우산해곡
우산해곡(Usan Trough)은 울릉도 북단에 있는 해곡이다.

## 해양지명
수로업무법 제33조의4 제1항의 규정에 의거 해양지명위원회에서 심의·결정한 해양지명은 다음과 같다.
- 제정 해양지명 : 우산해곡
- 대표위치(WGS-84) : 37-39N, 130-51E에서 38-35N, 130-34E까지
- 범위 : 울릉도 북단에서 북쪽으로 이어지는 폭 7–20 km, 길이 100 km 이상되는 해저 함몰지역